# Theopaschitismus
Theopaschitismus (aus griechisch: Θεός theos „Gott“ und πάσχειν paschein „leiden“) bezeichnet eine (vor allem von Nichtchalcedonikern vertretene) theologische Vorstellung des 5. und 6. Jahrhunderts, welche Jesu Tod und Leiden gemeinsam betrachtete und Gott hieraus eine Leidensfähigkeit zusprach. Dabei handelt es sich um eine Fremdzuschreibung, die erstmals 519 mit der Bezeichnung sogenannter skythischer Mönche als Theopaschiten erscheint. Diese behaupteten, dass alles, was die menschliche Natur Christi erfahren hat, auch die göttliche Natur betraf. Als Versuch die Grenzen zwischen Chalcedonikern und Monophysiten zu überwinden, wurde der Theopaschitismus auch von Justin I. und später Johannes II. unterstützt, erhielt anfangs aber nicht die gewünschten Zustimmungen beider Seiten. Gegner waren beispielsweise der Patriarch von Konstantinopel und Papst Hormisdas.
Es handelte sich um eine Diskussion über den communicatio idiomatum, zu welchem Alexandriner, Antiochener und Lateiner unterschiedliche Vorstellungen hatten. Der Theopaschitismus ist nicht zu verwechseln mit patripassianistischen Vorstellungen, welche das Mitleiden der zweiten Person der Dreifaltigkeit (des inkarnierten Logos) in hypostatischer Union mit der menschlichen Natur Christi (jedoch ohne Leiden der göttlichen Natur), das die Theopaschiten vertraten, auf Gottvater ausweiten. Somit ist der Theopaschitismus keine im engeren Sinne theologische, sondern eine christologische Thematik.

## Hintergrund
Die antike christliche Theologie wurde bedeutend durch die griechische Philosophie beeinflusst. Aus dieser stammte die Eigenschaft der apátheia, der Unfähigkeit von einer äußeren Kraft beeinflusst zu werden, für das Göttliche. Dieser Begriff wurde auch für den christlichen Gott angenommen. Aus diesem Grund war es für den Großteil der christlichen Theologen, bereits beginnend mit Origenes oder ausführlich bei Gregor von Nyssa, nicht möglich einen leidenden Gott zu denken.
Trotzdem war eine theopaschitische Sprache von Anfang an im Christentum verbreitet, ein berühmter Befürworter war Kyrill von Alexandrien, der den Titel theotokos für die Gottesmutter maßgeblich durchsetzte. Zum Streit kam es dennoch erst mit dem Zusatz des qui crucifixus est pro nobis zum Trisagion (durch Petrus Fullo) und dem unus de Trinitate passus est. Nach andauernden Kontroversen wurde die theopaschitische Formel letztlich auf dem fünften ökumenischen Konzil in Konstantinopel 553 zugelassen.

## Theopaschismus
Die Betrachtung einer Leidenserfahrung Gottes in der Theologie begann erneut am Ende des 19. Jahrhunderts und verstärkte sich durch die beiden Weltkriege noch. Von Großbritannien ausgehend, verbreitete sie sich insbesondere über Frankreich und Deutschland nachfolgend in die weltweite Theologie.
Moderne Theologen nehmen zum Teil theopaschitische Vorstellungen auf, beziehen sie jedoch weniger auf das Leiden am Kreuz, sondern auf Jesu Mitgefühl und Gerechtigkeit. Beispiele sind im Fall der Befreiungstheologie Leonardo Boff und Jon Sobrino, aber auch andere Theologen wie Jürgen Moltmann und Paul S. Fiddes vertreten solche Ansätze. Dabei wird weniger ein explizit christologischer Weg verfolgt, wie am Beispiel einer schwarzen Befreiungstheologie von James H. Cone oder des deutlich lutherisch geprägten Kazoh Kitamori gezeigt wird. Hier besteht die Möglichkeit, dass der enge Begriff des Theopaschitismus maßgeblich erweitert wird.
Um moderne Formen vom historischen Prozess abzugrenzen, wird heute von einigen versucht den Begriff Theopaschismus – als allgemeines Leiden Gottes – vom Theopaschitismus abzugrenzen, dagegen gibt es auch Theologen, die jene Bezeichnungen synonym verwenden.

### Lexikoneinträge
- Basil Studer: Theopaschites. In: Angelo Di Berardino (Hrsg.): Encyclopedia of ancient Christianity. Band 3, InterVarsity Press, Downers Grove, IL 2014, ISBN 9780830829439, S. 762, 763.
- Timothy E. Gregory: Theopaschitism. In: Aleksandr P. Každan (Hrsg.): The Oxford dictionary of Byzantium. Oxford Univ. Press, Oxford 2005, ISBN 9780195187922.
- Adolf Martin Ritter: Theopashite Controversy. In: Hans Dieter Betz (Hrsg.): Religion past & present. Encyclopedia of theology and religion ; [RPP]. 4. Auflage. Brill, Leiden, Boston 2007, ISBN 9004146660.
- Theopaschites . In: Elizabeth A. Livingstone (Hrsg.): The concise Oxford dictionary of the Christian Church. 3. Auflage. Oxford Univ. Press, Oxford 2014, ISBN 0199659621.
- Marcel Sarot: Theopaschite Controversy . In: Ian Alexander McFarland (Hrsg.): The Cambridge dictionary of Christian theology. Cambridge University Press, Cambridge 2011, ISBN 0521880920, S. 504.

### Historischer Kontext und Weiterführendes
- Basil Studer: Gott und unsere Erlösung im Glauben der Alten Kirche. 1. Auflage. Patmos-Verl., Düsseldorf 1985, ISBN 3-491-71070-7 .
- Cornelia B. Horn: Asceticism and Christological controversy in fifth-century Palestine. The career of Peter the Iberian. Oxford University Press, Oxford, New York 2006, ISBN 0199277532 .
- Volker-Lorenz Menze: Justinian and the making of the Syrian Orthodox Church. Oxford Univ. Press, Oxford 2009, ISBN 9780199534876 .
- Dana Iuliana Viezure: Verbum crucis, virtus dei. A study of Theopaschism from the Council of Chalcedon (451) to the age of Justinian. Library and Archives Canada = Bibliothèque et Archives Canada, Ottawa 2010, ISBN 0494556927 .
- Marcel Sarot: Patripassianism, Theopaschitism and the Suffering of God. Some Historical and Systematic Considerations. In: Religious studies. 26, Nr. 3 1990, S. 363–375.

### Moderne
- Warren McWilliams: Divine Suffering in Contemporary Theology. In: Scottish journal of theology. 33, Nr. 1 1980, S. 35–53.
- Michael David Groves: Justice and compassion: A pre-passion christological contribution to contemporary theopaschism. ProQuest Dissertations Publishing 1998, ISBN 059916042X.